# Rudolf Prich
Rudolf Prich (6 d'agost de 1881 – 1940) va ser un oficial de l'exèrcit polonès i un general de divisió (pol. general dywizji) de l'exèrcit polonès. Va ser un dels oficials polonesos que van ser assassinats per la Unió Soviètica durant la massacre de Katyń.

## Biografia
Prich va néixer el 1881 a Opava, Silèsia austríaca. Durant la seva joventut, es va unir a l'exèrcit austrohongarès, on va servir amb distinció durant la Gran Guerra. L'abril de 1919 va tornar a Polònia i es va unir a l'exèrcit polonès. Durant les primeres etapes de la guerra polonesa-bolxevic entre desembre de 1919 i abril de 1920, va exercir com a cap del 1r Destacament de l'Estat Major, responsable de l'organització i la mobilització de les forces. Entre l'abril de 1920 i el 1922 al ministeri d'afers militars polonès, després de la pau de Riga va romandre a l'exèrcit.
El 1923, després d'un any de servei al lloc de comandant de la 26a Divisió d'Infanteria, va ser ascendit al rang de general de brigada. Després del cop d'estat de maig de 1926, va ser enviat al Centre d'Ensenyament d'Artilleria de Toruń, on va exercir com un dels professors i especialista en artilleria antiaèria. Ascendit al rang de general dywizji el 1928, es va retirar del servei actiu el 1935.

## Invasió de Polònia de 1939
Després de l'esclat de la guerra de defensa polonesa, va tornar al servei i l'11 de setembre va ser nomenat comandant de totes les forces poloneses que defensaven la zona de Lwów. Va ocupar aquest càrrec fins que va ser rellevat el 16 de setembre, i després va participar en la batalla de Lwów com a comandant d'una de les àrees de defensa de la ciutat assetjada. Després que s'hagués negociat la capitulació de les forces poloneses el 22 de setembre de 1939, Prich havia de ser alliberat a casa juntament amb altres oficials de reserva i retirats, la qual cosa era mentida.

### Katin
Contràriament als termes de la capitulació, va ser detingut per l'NKVD i detingut a diverses presons de la ciutat. Va ser assassinat a la primavera de 1940, amb cinquanta-vuit anys, durant la massacre de Katyń. Entre les víctimes de Katyn hi havia 14 generals polonesos, entre els quals Leon Billewicz, Bronisław Bohatyrewicz, Xawery Czernicki (admiral), Stanisław Haller, Aleksander Kowalewski, Henryk Minkiewicz, Kazimierz Orlik-Łukoski, Konstanty Plisowski, Alojzy Wir-Konas, Franciszek Sikorski, Leonard Skierski, Piotr Skuratowicz, i Mieczysław Smorawiński.